# Nemestrinus caucasicus
Nemestrinus caucasicus är en tvåvingeart som först beskrevs av Fischer 1806.  Nemestrinus caucasicus ingår i släktet Nemestrinus och familjen Nemestrinidae. Inga underarter finns listade i Catalogue of Life.